# Bernheideschans
De Bernheideschans is een schans die zich bevond ten noorden van Meeuwen.
De schans, waarvan de gracht gevoed werd door de Abeek, bevond zich aan de linkeroever van de Abeek tussen de Dorpermolen en de Berenheidemolen, iets ten noorden van waar de Hommelbeek in de Abeek uitmondt.
Het oprichtingsjaar van de schans is niet bekend, maar in 1675 werd ze voor het eerst vermeld. In 1748, tijdens de Oostenrijkse Successieoorlog, werd de schans gebruikt om de bevolking en het vee in veiligheid te brengen, toen Hongaarse huzaren de streek onveilig maakten.
Tegenwoordig is in het landschap niet veel van de schans meer terug te vinden.

## Externe bron
- Bernheideschans